# Muji
Ryohin Keikaku Co., Ltd. (株式会社良品計画, Kabushiki-gaisha Ryōhin Keikaku), ou Muji (無印良品, Mujirushi Ryōhin) é um retalhista japonês que vende uma grande variedade de bens domésticos e de consumo. A filosofia de design da empresa é minimalista e coloca ênfase na reciclagem, reduzindo a produção e os resíduos de embalagens, e uma política de não-logo ou «sem marca». O nome Muji deriva da primeira parte de Mujirushi Ryōhin, traduzida como «Produtos de qualidade sem marca» no website europeu da companhia.

## História
Mujirushi (sem marca) Ryōhin (produtos de qualidade) começou como uma marca branca da cadeia de supermercados Seiyu KK em dezembro de 1980. A gama de produtos Mujirushi Ryōhin foi desenvolvida para oferecer produtos de qualidade a preços acessíveis e foi comercializada com o slogan «Preço mais baixo por uma razão». Os produtos eram embalados em celofane transparente, com etiquetas de papel castanho liso e escrita a vermelho. O esforço da Mujirushi Ryōhin para reduzir os preços de retalho para os consumidores levou a que a empresa reduzisse o desperdício, por exemplo, vendendo esparguete em forma de U, a parte que sobra e que é cortada para vender esparguete direito.
Em 1981, Seiji Tsutsumi, presidente do grupo Seiyu Ryutsu, propôs a abertura de uma loja dedicada aos produtos Mujirushi Ryōhin e em 1983 foi inaugurada em Aoyama, Tóquio, a primeira loja diretamente operada. Em 1985, a Mujirushi Ryōhin iniciou a produção e o aprovisionamento no estrangeiro, começou a fazer encomendas diretas à fábrica em 1986 e, em 1987, a Muji começou a desenvolver materiais a nível mundial. Em 1991, a Mujirushi Ryōhin abriu a sua primeira loja internacional em Londres. O nome «Muji» começou a ser utilizado desde 1999.
Em 2011, a primeira loja da Muji em Aoyama foi remodelada como uma loja conceito com produtos de todo o mundo.
Em 2020 e 2021, a Muji enfrentou um escrutínio sobre a utilização de algodão produzido em condições de trabalho forçado em Xinjiang, na China. Posteriormente, a Muji deixou de rotular os produtos como «algodão de Xinjiang» em certos mercados, como o de Hong Kong. Em dezembro de 2021, foi noticiado que as mesmas peças de vestuário da Muji rotuladas simplesmente como «algodão orgânico» nos mercados de Hong Kong, Taiwan e Japão continuavam a ser vendidas pela Muji sob a insígnia «algodão de Xinjiang» na China.

## Operações

### No Japão
No Japão, a Ryohin Keikaku tinha 328 lojas operadas diretamente e fornecia 124 pontos de venda, em agosto de 2017. A Ryohin Keikaku tem três pontos de venda em Osaka, Gotenba e Fukuoka.

### No mundo
Até agosto de 2022, existiam 579 pontos de venda internacionais, localizados na Dinamarca (1), Reino Unido (7), Finlândia (1), França (7), Itália (6), Alemanha (7), Irlanda (1), Espanha (4), Polónia (1), Portugal (1), Estados Unidos (10), Canadá (9), Hong Kong (19), Macau (1), Singapura (15), Malásia (9), Coreia do Sul (40), China (325), Taiwan (58), Tailândia (27), Austrália (5), Filipinas (5), Barém (2), Kuwait (3), Qatar (2), Arábia Saudita (5), Emirados Árabes Unidos (7), Omã (1), Índia (3), Vietname (3).
No passado, a Muji tinha operações na Indonésia, Turquia, Suécia e Suíça, mas encerrou as suas actividades devido ao baixo nível de vendas e a outras circunstâncias.

### Em Portugal
A Muji chegou a Portugal a 12 de dezembro de 2010 com uma loja que tem cerca de 300 metros quadrados, distribuídos por dois pisos, na rua do Carmo, em Lisboa. A sociedade que gere a Muji em Portugal é a Bracchium Retail Portugal, detida pelas famílias espanholas Puig, donos da Carolina Herrera, Nina Ricci e Paco Rabanne, e Andreu, com interesses nos sectores do imobiliário, náutico ou concessionários de automóveis. Eles também são responsáveis pela entrada da marca em Espanha em 2006.

## Marca sem marca
A estratégia sem marca da Muji (marca genérica) significa que pouco dinheiro é gasto em publicidade ou marketing clássico, e o sucesso da Muji é atribuído ao boca-a-boca, a uma experiência de compra simples e ao movimento anti-marca. A estratégia sem marca da Muji significa também que os seus produtos são atractivos para os clientes que preferem produtos sem marca por razões estéticas e porque constituem uma alternativa aos produtos de marca tradicionais.

## Design
A Muji é conhecida pelo seu design distinto, que se estende aos seus mais de 7.000 produtos. Os comentadores descreveram o estilo de design da Muji como sendo mundano, simples, direto, minimalista e estilo Bauhaus.

## Galeria

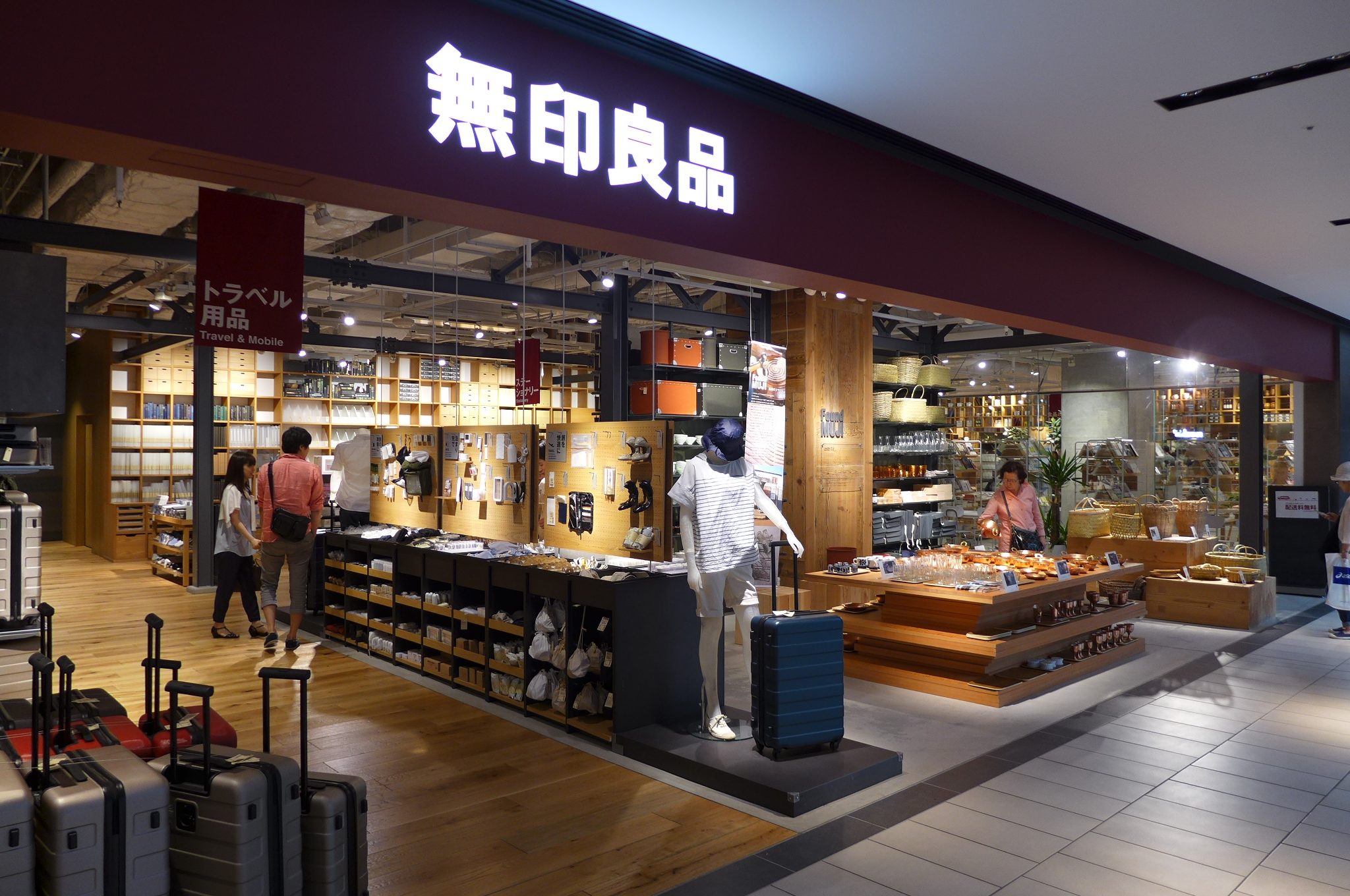
Loja Muji no Grand Front Osaka, em Osaka, Japão.
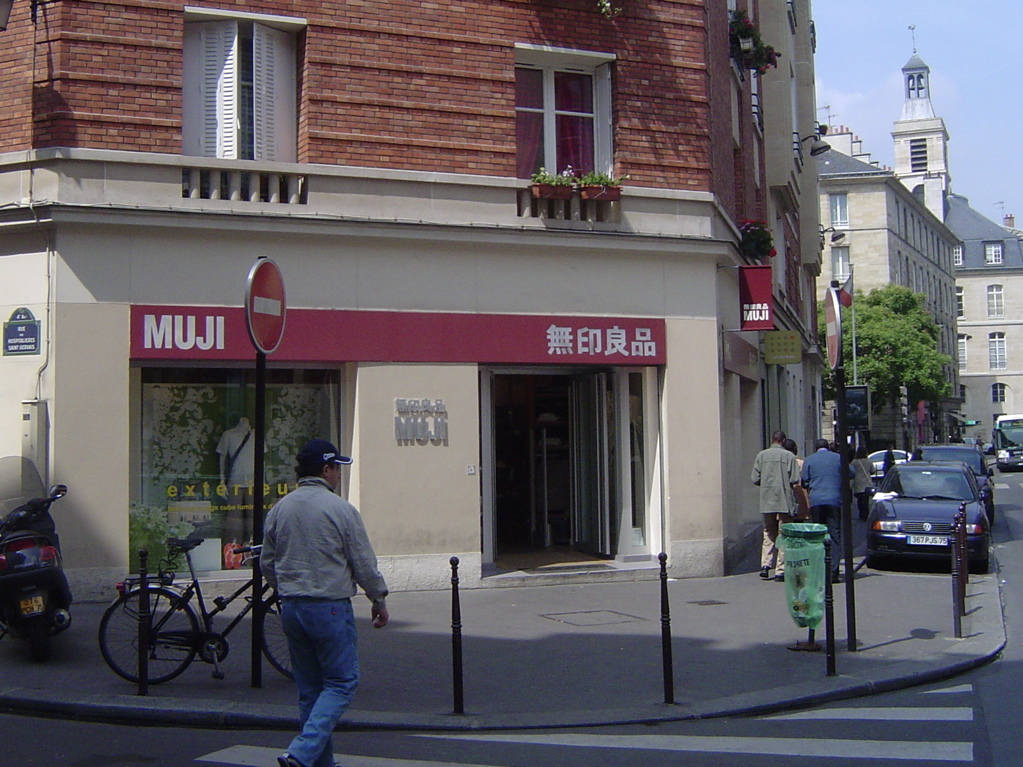
Loja Muji em Paris, França.
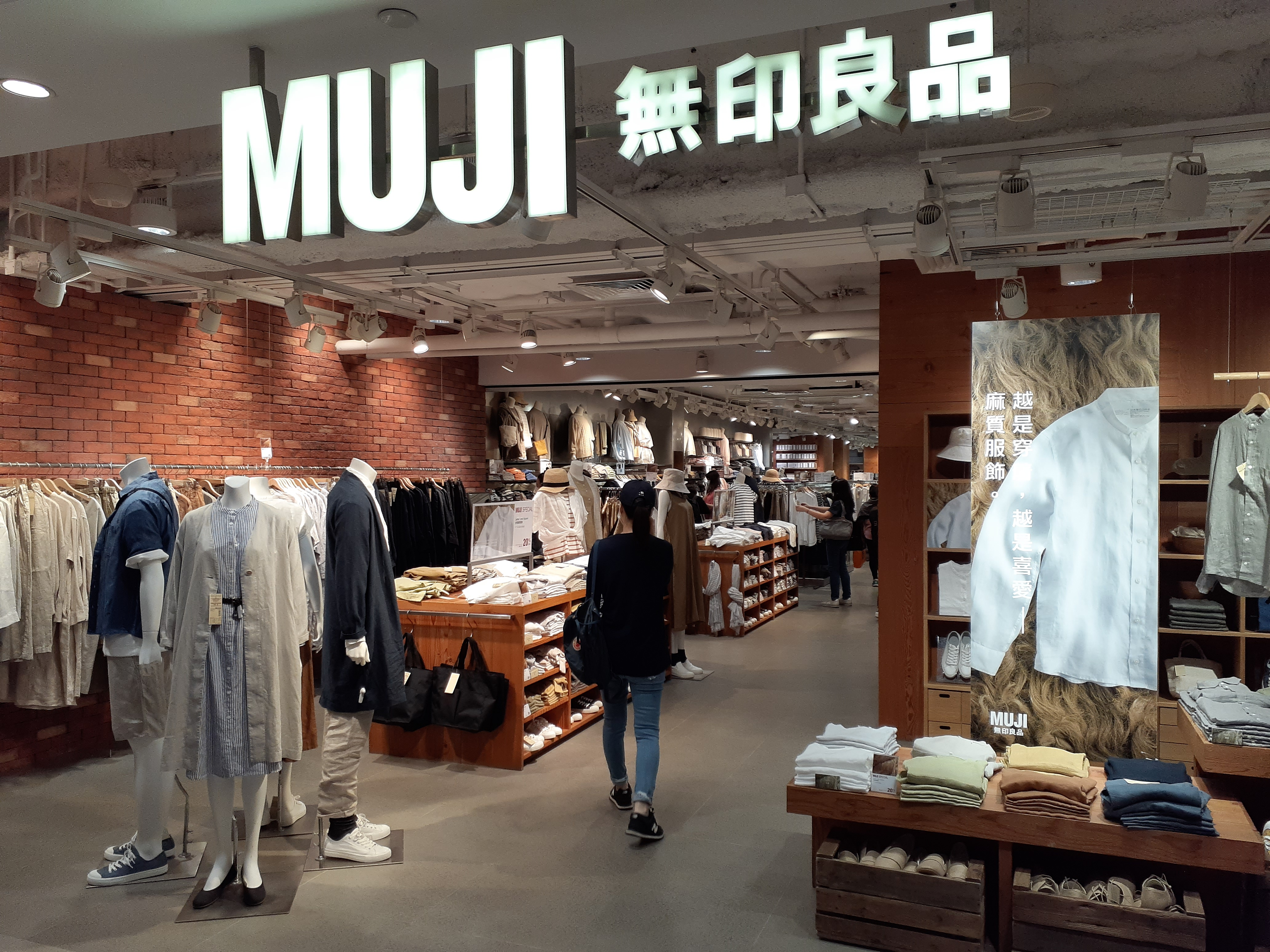
Loja Muji em Hong Kong.
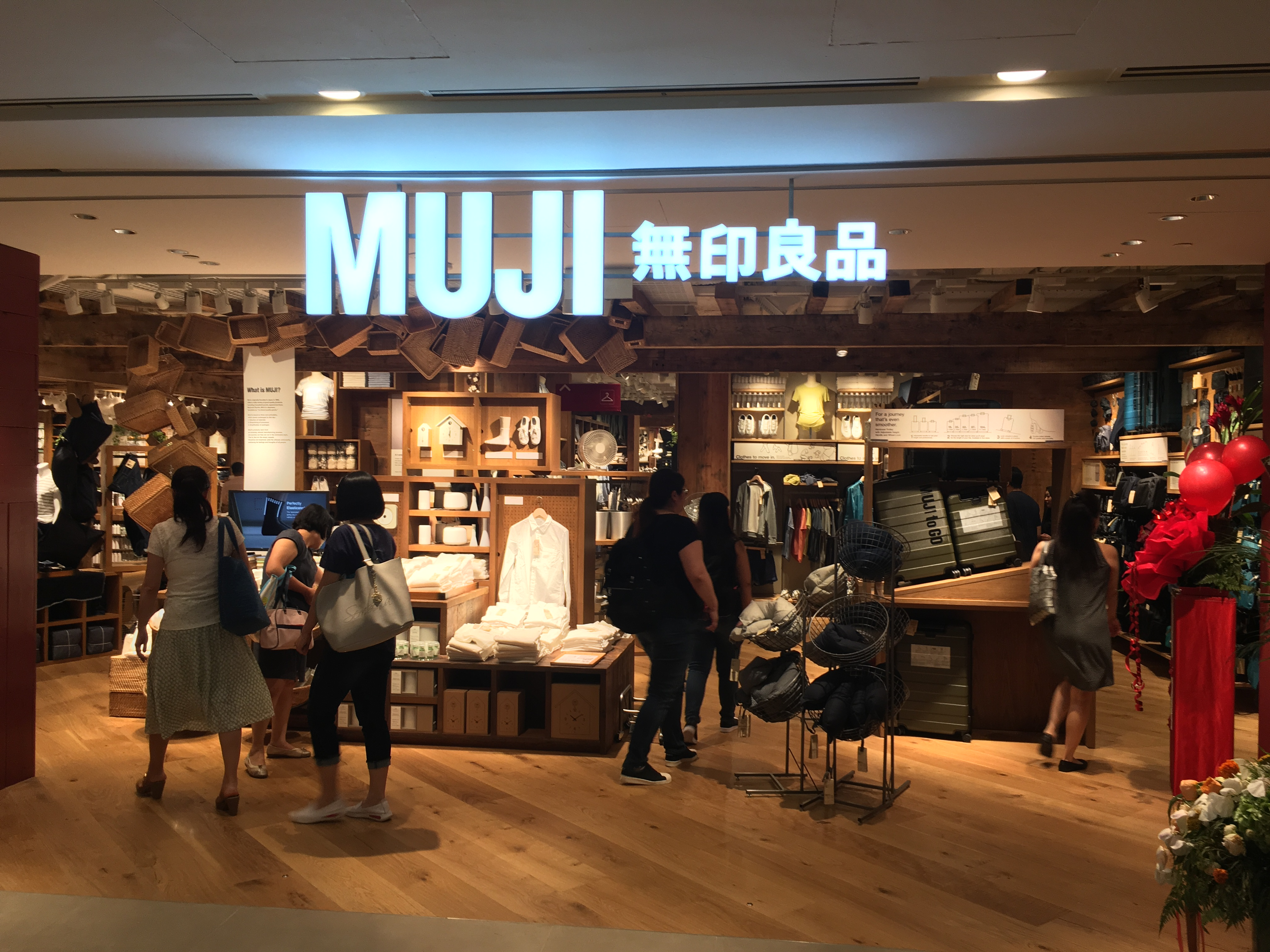
Loja Muji no Plaza Singapura, em Singapura.
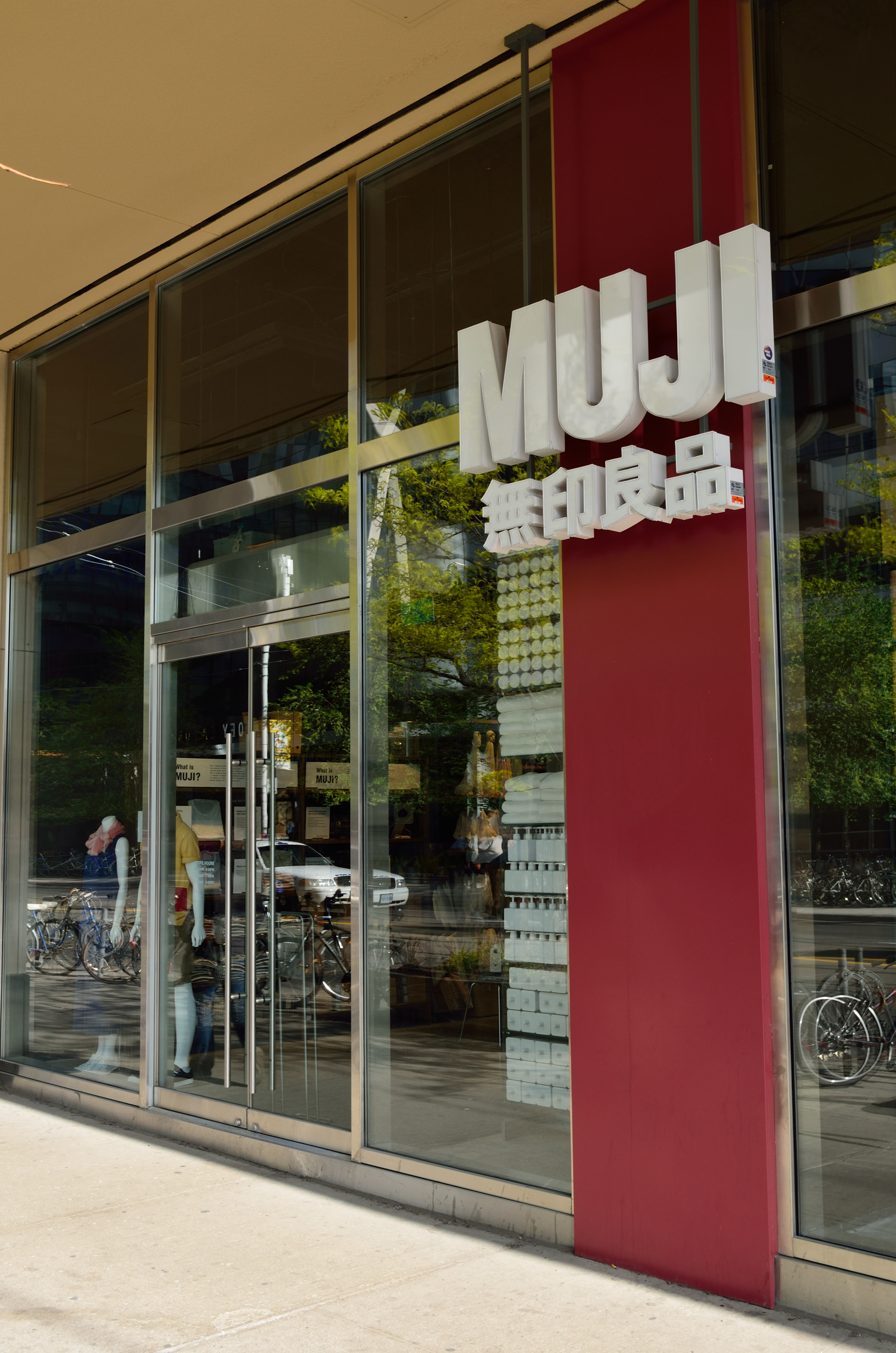
Loja Muji em Toronto, Canadá.